# 여성대대

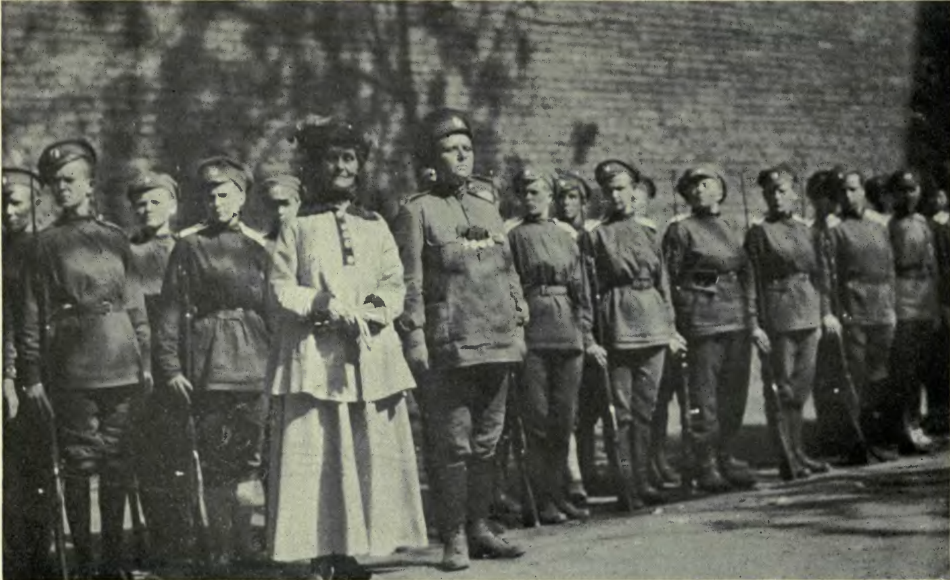
1917년 "죽음의 여성대대" 대대원들과 마리아 보치카레바와 에멀린 팽크허스트.

여성대대(러시아어: Женские батальоны)란 러시아 2월 혁명 이후 러시아 공화국 임시정부가 만든 여성으로만 이루어진 전투부대들이다. 제1차 세계대전에 염증을 느낀 남성 군인들을 독려하기 위한 최후 발악으로 만들어졌다.
1917년 제1러시아 죽음의 여성대대 등 15개의 여군부대가 만들어졌다. 이후 몇 주 뒤 페트로그라드에서 제1페트로그라드 여성대대, 모스크바에서 제2모스크바 여성대대, 예카테리노다르에서 제2쿠반 여성충격대대가 만들어졌다. 또 모스크바와 페트로그라드에 통신분견대가 4개 만들어졌고 키예프와 사라토프에서 이미 사적으로 조직되어 있던 지역 여성들을 흡수하는 방식으로 통신부대가 7개 더 만들어졌다. 오라니엔바움에서는 해군 육전대 훈련분견대에 소속된 제1여성해군분견대가 만들어지기도 했다.
미국 기자 베시 비티는 1917년 가을 당시 여자로만 이루어진 부대에 복무하는 여성의 수가 총 5천 명이라고 추산했다. 하지만 그 중 전선으로 파견된 부대는 제1러시아 죽음의 여성대대와 페름 대대 뿐이었다.
여성대대들은 전쟁 염증의 해소와 사기 복구라는 본래의 목적을 달성하지 못했다. 군 상층부는 여성대대들의 존재가치를 의문시하기 시작했고, 1917년 8월이 되면 군부 내부에서 여성을 전투 목적으로 사용하는 것에 대한 반대 의견이 불거졌다. 이런 상황에서 군부는 여성대대들을 전선 후방의 보조업무, 예컨대 철도 방어 등을 맡기려 했지만 여자들과 교체되어 전선으로 내몰리게 된 후방보직 남성 군인들이 반발했다.
1917년 11월 7일 10월 혁명이 일어나자 제1페트로그라드 여성대대원 1천여 명이 남자들과 함께 볼셰비키 쿠데타군에 맞서 겨울 궁전을 방어해 싸우기도 했다. 쿠데타로 정권을 탈취한 볼셰비키는 1917년 11월 30일 공식적으로 모든 여군부대를 해산할 것을 명령했다. 그러나 제1페트로그라드, 제3쿠반 여성대대는 1918년 초까지 주둔지를 지켰다. 일부 여성들은 곧이어 시작된 러시아 내전에서 볼셰비키 또는 임시정부 측에 서서 싸우기도 했다. 하지만 백군, 녹군, 흑군 등 임시정부파 이외의 반볼셰비키 세력에는 여군부대가 없었다.

## 참고 자료
- Stockdale, Melissa K. (February 2004). “'My Death for the Motherland is Happiness': Women, Patriotism, and Soldiering in Russia's Great War, 1914-1917”. American Historical Review 109 (1): 78–116. doi:10.1086/530152. JSTOR 10.1086/530152.
- Stites, Richard (1978). The Women's Liberation Movement in Russia: Feminism, Nihilism, and Bolshevism 1860-1930. Princeton University Press. ISBN 0691052549.
- Stoff, Laurie (2000). “They Fought for Russia: Female Soldiers of the First World War”.   De Groot, Gerard J; Peniston-Bird, C M. A Soldier and a Woman: Sexual Integration in the Military. Women and Men in History. Pearson Education. ISBN 0582414393.
- Stoff, Laurie (2006). They Fought for the Motherland: Russia's Women Soldiers in World War I and the Revolution. Lawrence: University Press of Kansas. ISBN 978-0-7006-1485-1.